# Odilo Kurka
Odilo Kurka  (* 20. August 1931 in Wiener Neustadt) ist ein österreichischer Glasmaler.

## Leben
Kurka ist der Sohn des Schlossergesellen Odilo Kurka (1900–1976) und seiner Frau Christine geb. Trimmel (1903–1992). Kurka wurde im November 1947 als einziger Kunstschüler einer geplanten, jedoch nie zustande gekommenen „Schule für kirchliche Kunst und Paramentik“ im Kloster Schlierbach aufgenommen. 1949 schloss er mit Josef Raukamp, dem Eigentümer der oberösterreichischen Glasmalerei Linz, und dessen Bruder im Stift Schlierbach, Pater Petrus Raukamp, einen Lehrvertrag ab. Er legte die Gesellenprüfung als Glaser und als „Maler für Industrieerzeugnisse“ ab und wurde ins Angestelltenverhältnis übernommen. Er war unter vier Äbten bis zu seiner Pensionierung im Jahr 1991 in der Glasmalerei Stift Schlierbach tätig, die 1953 die Oberösterreichische Glasmalerei des Josef Raukamp übernahm. Odilo Kurka führte weit über eintausend Fenster für mehr als einhundert Künstler aus, u. a. für Alfred Stifter (1956–1962, 27 Fenster), Margret Bilger (1950–1971, 91 Fenster), Rudolf Szyszkowitz (1956–1976, 31 Fenster), Georg Meistermann (1955/1956, 9 Fenster), Franz Weiss (1956–2002, 110 Fenster), Rudolf Kolbitsch (1956–1977, 140 Fenster), Hans Plank (1955–1982, 26 Fenster).
Odilo Kurka hat nach eigenem Entwurf über 150 Farbglasfenster in ganz Österreich geschaffen. Er lebt in Schlierbach, Oberösterreich.

## Ehrungen
- Kulturmedaille des Landes Oberösterreich, 1997

## Werke
Raiffeisenbank Schlierbach

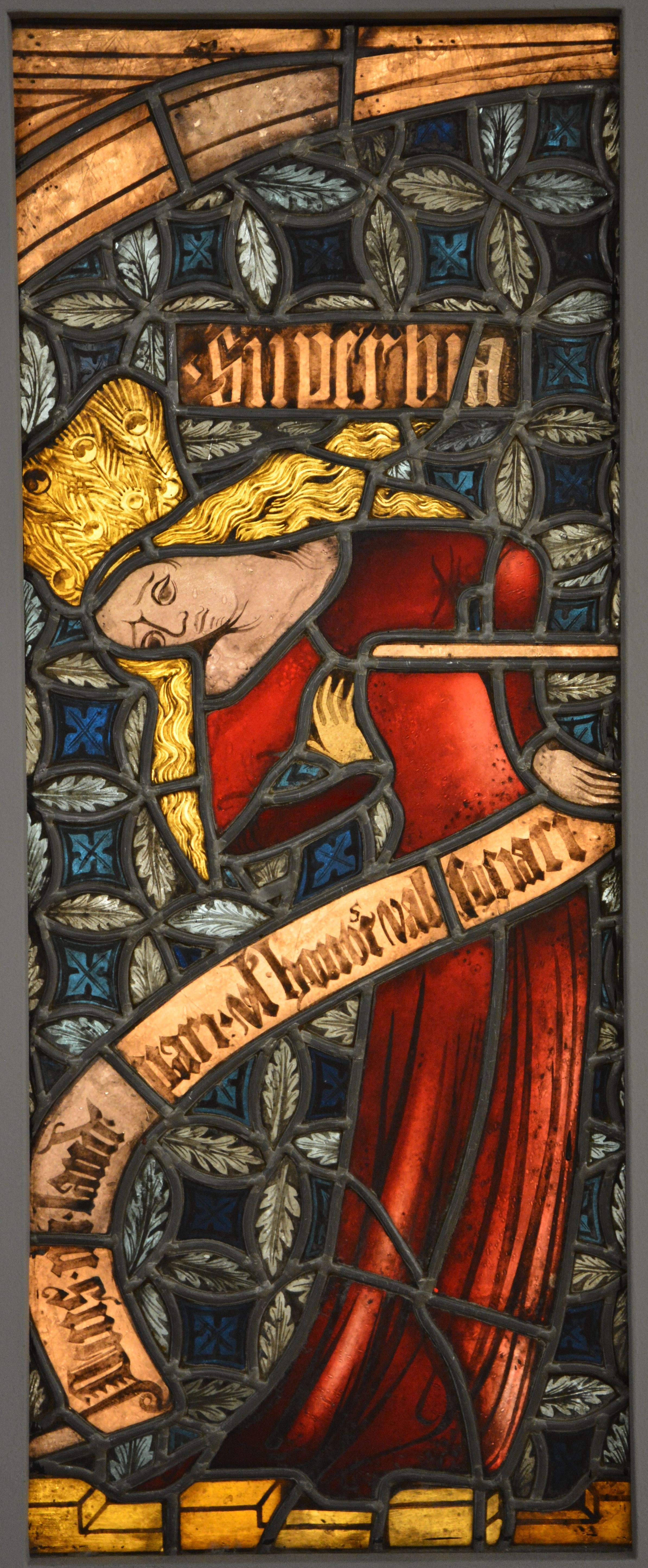
Antikglasfenster der Stadtpfarrkirche Wels

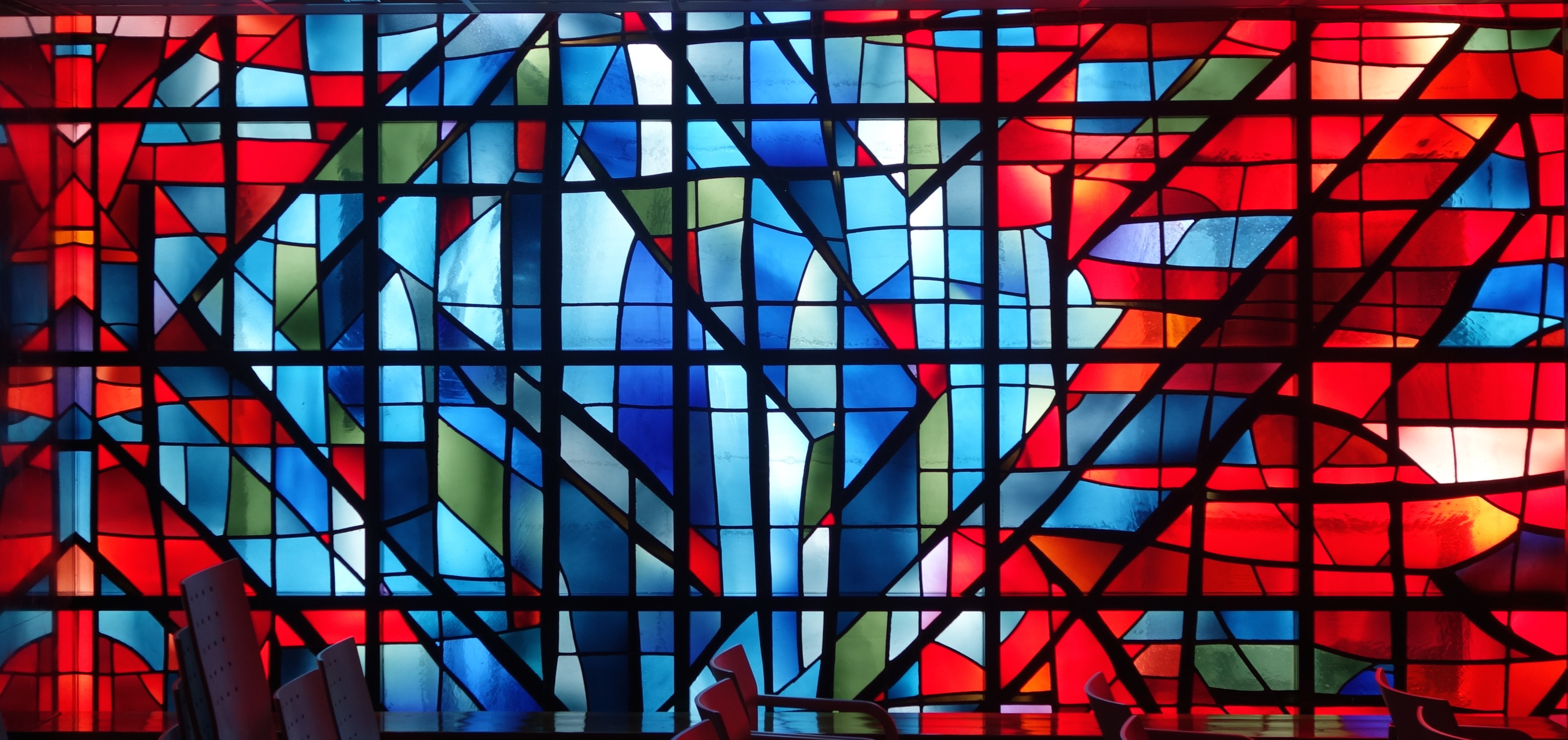
Fenster im Krankenhaus Kirchdorf

- Kassenraum, 1978: ‚Handwerk, Landwirtschaft und Gewerbe’, Schwarzlot und Silbergelb auf gebläseltem Antikglas, Bilderbogen 127 × 176 cm

Gemeindeamt Schlierbach
- Eingang Oberlichte, 1979: ‚Kloster Schlierbach vor 1620’, ‚Kloster Schlierbach um 1640’, ‚Schloss Dorff’. Drei Fenster, alten Stichen nachempfunden, Schwarzlot und Silbergelb auf Echtantikglas 55 × 98 cm, 55 × 85 cm, 55 × 85 cm
- Eingang, inzwischen verbauter Durchgang, 1979: Nonnen vom ehemaligen Frauenkloster beim Chorgebet. Prozession der Zisterziensermönche. Wappen. Schwarzlot und Silbergelb auf Antikglas, 58 × 100 cm und 100 × 88 cm

Musikschule Schlierbach
- Oberlichte Durchgang Volksschule zum Spiegelsaal, 1990: ‚Tanz’, ‚Musik’, Antikglas-Fenster, rotes Überfangglas auf Weiß, geätzt, mit Schwarzlotbemalung, je 52 × 97 cm

Kriegerdenkmal Schlierbach
- vor dem Schulhaus, 1966: Vogel Phönix bzw. Friedenstaube steigt aus den Flammen über der Dornenkrone. Glasmosaik 180 × 78 cm

Werktagskapelle der Stiftskirche Schlierbach
- Triumphierender Christus, sieben Gaben des hl. Geistes, vier Evangelisten 1974; Schwarzlot und Silbergelb auf Echtantikglas, 113 × 93 cm

Glasmalerei Stift Schlierbach, Margret-Bilger-Galerie
- Superbia (Hochmut), Humilitas (Demut), Kopien nach Fenstern der Stadtpfarrkirche in Wels 14. Jh., je 88 × 35 cm; weitere drei Kopien nach Florianer Fenstern der Spätgotik
- Blumenstrauß 1978, Antikglas 140 × 95 cm
- abstraktes Betonglasfenster 129 × 52 cm

Friedhof Schlierbach, Aufbahrungshalle
- ‚Drei Frauen am Grab’ 1979, Triptychon Betonglas, 160 × 527 cm

Kirche in Sautern/Schlierbach
- Fensterband 1961, 16 Felder, vier Heilige, sonst abstrakt; Betonglas 225 × 900 cm

Feuerwehr-Zeughaus in Sautern/Schlierbach
- Sankt Florian 1996, Antikglas 116 × 232 cm

Krankenhaus Kirchdorf an der Krems
- Kapelle und Nebenraum, Erweiterungsbau 1965, Antikglas-Fensterwand 310 × 1000 cm, abstrakt. (Durch Abtrennung eines Besprechungszimmers von der Kapelle wurde das Glasfenster zweigeteilt.)

Klinikum Bad Hall, Kapelle
- Die Jünglinge im Feuerofen 1969, Betonglas 195 × 893 cm

Kremsmünster Bezirksaltenheim, Kapelle
- Abstrakte Komposition mit Kruzifix 2013, Betonglas 360 × 250 cm